# Audrey Njepang
Audrey Dilane Njepang Njapa (23 de mayo de 1996) es una deportista camerunesa que compite en judo. Ganó una medalla de bronce en el Campeonato Africano de Judo de 2017 en la categoría de –78 kg.

## Palmarés internacional
| Campeonato Africano | Campeonato Africano       | Campeonato Africano | Campeonato Africano |
| Año                 | Lugar                     | Medalla             | Categoría           |
| ------------------- | ------------------------- | ------------------- | ------------------- |
| 2017                | Antananarivo (Madagascar) | Medalla de bronce   | –78 kg              |